# Monique Combescure
Monique Combescure, née le 23 avril 1950, est une physicienne française spécialisée en physique mathématique. Depuis 2001, elle est directrice de recherches à l'Institut de physique nucléaire de Lyon. De 2000 à 2008, elle a été directrice du groupe de recherche européen mathématiques et physique quantique (GDRE MPhiQ) qui a pour vocation de favoriser une synergie entre physiciens théoriciens et mathématiciens dans le domaine de la physique quantique. Elle a reçu le prix Irène-Joliot-Curie en 2007 et le grade d’officier de l'ordre national du Mérite en 2011.

## Carrière
En 1970, elle intègre l'École normale supérieure de Paris et décide de se consacrer à la recherche en physique théorique. Elle soutient une thèse à l'université Paris-Sud en 1974 sur le problème de la diffusion quantique à 3 corps sous la direction de Jean Ginibre. Elle est ensuite affectée au laboratoire de physique théorique et hautes énergies à Orsay. En 1979 elle passe son doctorat d'État sur les problèmes spectraux et de diffusion à N corps en mécanique quantique et en théorie des champs. Elle est membre du conseil scientifique de l'université Paris-Sud, notamment dans la commission pédagogie 3e cycle (thèses et habilitations à diriger des recherches).

## Récompenses
- 1997 : prix Ernest Dechelle de l'Académie des sciences en 1997
- 2007 : prix Irène-Joliot-Curie de la femme scientifique de l'année en 2007
- 2011 :  Officière de l'ordre national du Mérite en 2011[4]

## Travaux
Dans la continuité de sa thèse avec Jean Ginibre, les premiers travaux de Monique Combescure sont consacrés à la théorie spectrale, plus précisément à la théorie de la diffusion d’opérateurs de Schrödinger: problème à trois corps, ou opérateurs de Schrödinger avec potentiel donné par la divergence d’un champ de vecteur présentant des singularités. Elle s’est intéressée à la nature du spectre de ces orateurs, à la preuve de l’existence et de la complétude asymptotique des opérateurs d’onde. Monique Combescure a ensuite continué à travailler sur des questions spectrales dans le cadre de la théorie KAM fondée par le théorème KAM de
Kolmogorov, Arnol’d et Moser,  étudiant par exemple l’effet de perturbation d’oscillateurs harmoniques par des opérateurs périodiques en temps. Monique Combescure a eu une longue collaboration avec Didier Robert qui a donné lieu à la publication de plus d’une dizaine d’articles dans le domaine de l'analyse du régime semi-classique, et d’un livre qui est aujourd'hui un ouvrage de référence sur  la théorie des états cohérents. L'article est un de leurs premiers articles en collaboration.